# Juan Morales
Juan Morales Hechavarría (Santiago di Cuba, 12 luglio 1948) è un ex ostacolista e velocista cubano.

## Palmarès
| Anno | Manifestazione      | Sede              | Evento          | Risultato | Prestazione | Note |
| ---- | ------------------- | ----------------- | --------------- | --------- | ----------- | ---- |
| 1967 | Giochi panamericani | Winnipeg          | 110 ostacoli    | Bronzo    | 14"3        |      |
| 1967 | Giochi panamericani | Winnipeg          | Staffetta 4x100 | Argento   | 39"26       |      |
| 1968 | Giochi olimpici     | Città del Messico | Staffetta 4x100 | Argento   | 38"3        |      |
| 1971 | Giochi panamericani | Cali              | 110 ostacoli    | Bronzo    | 13"85       |      |
| 1971 | Giochi panamericani | Cali              | Staffetta 4x100 | Argento   | 39"84       |      |